# Nathalie Fontaine
Nathalie Fontaine, född oktober 1993 i Högalids församling i Stockholm, är en svensk basketspelare som tillhör den franska klubben Tarbes Gespe Bigorre (2018-2019) och som representerar Sveriges damlandslag i basket.  Fontaine började spela basket på Fryshuset i Stockholm och studerade sedan vid Ball State University i Muncie, Indiana (2012-2016). Efter det har hon spelat i TSV Wasserberg i Tyskland (2016-2017). Fontaine har under sin verksamma tid som basketspelare fått flera utmärkelser, däribland för sitt poängrekord på Ball State University samt under sin sista säsong i NCAA Div 1 när hon snittade; 20 poäng, 10 returer och 2 assists. 